# Mariamna I
Mariamna I (n.  ? – d. 29 î.Hr.), numită și Mariamna Hasmoneea, a fost o prințesă hasmoneană și cea de-a doua soție a lui Irod cel Mare. Ea era cunoscută pentru marea ei frumusețe, așa cum era și fratele ei, Aristobul al III-lea. Teama lui Irod de rivalii săi, hasmoneii, l-a determinat să-i execute pe toți membrii proeminenți ai acelei familii, inclusiv pe Mariamna.
Numele ei este scris Μαριάμη (Mariame) de către Iosephus Flavius, dar în unele ediții ale scrierilor sale cel de-al doilea m este dublat (Mariamme). În exemplarele ulterioare ale acestor ediții ortografia a fost disimilată până la forma actuală cea mai comună, Mariamna. În ebraică, Mariamna este cunoscută ca מִרְיָם (Miriam), nume asemănător cu numele biblice tradiționale (vezi Miriam, sora lui Moise și Aaron).

## Familia
Mariamna a fost fiica hasmoneului Alexandros, cunoscut, de asemenea, sub numele de Alexandru al Iudeei și unul dintre ultimii moștenitori ai dinastiei hasmoneilor din Iudeea. Singurul frate al Mariamnei a fost Aristobul al III-lea. Tatăl ei, Alexandru al Iudeei, fiul lui Aristobul al II-lea, s-a căsătorit cu verișoara lui, Alexandra, fiica unchiului său Hircan al II-lea în scopul de a consolida linie de moștenire de la Hircan și Aristobul, dar conflictul sângeros al generațiilor anterioare a continuat curând și a dus în cele din urmă la căderea dinastiei hasmoneilor. În virtutea uniunii părinților ei, Mariamna era o pretendentă la tron de pe ambele părți ale genealogiei familiei ei.
Mama ei, Alexandra, a aranjat logodna cu Irod în anul 41 î.Hr. Cei doi s-au căsătorit patru ani mai târziu, în Samaria. Mariamna i-a născut lui Irod patru copii: doi fii, Alexandru și Aristobul (ambii executați în anul 7 î.Hr.), și două fiice, Salampsio și Cypros.
Iosephus Flavius scrie că, în urma insistențelor vehemente ale Mariamnei, Irod l-a numit pe fratele ei, Aristobul, în funcția de mare preot. Aristobul, care nu avea nici măcar optsprezece ani, s-a înecat în mai puțin de un an de la numirea sa; Alexandra, mama lui, a dat vina pe Irod pentru moartea băiatului. Ea i-a scris reginei egiptene Cleopatra, rugând-o să o ajute să răzbune asasinarea fiului ei. Cleopatra i-a cerut, la rândul ei, lui Marc Antoniu să-l pedepsească pe Irod pentru crimă și Antoniu i-a cerut regelui să vină și să se apere în fața acuzației. Irod a lăsat-o pe tânăra lui soție în grija unchiului lui, Iosif, cu instrucțiunea să o ucidă pe Mariamna dacă Antoniu îl va ucide pe el. Irod credea că soția lui, care era foarte frumoasă, se va logodi cu un alt bărbat după moartea lui, iar marea lui pasiune pentru Mariamna îl împiedica să suporte separarea de ea, fie chiar și după moarte. Iosif a devenit familiar cu regina și în cele din urmă a divulgat aceste informații atât ei, cât și altor femei de la curtea regală. Au circulat curând zvonuri că Irod a fost ucis de Antoniu, iar Alexandra l-a convins pe Iosif să ceară protecția legiunilor romane pentru el și pentru Mariamna. Cu toate acestea, Irod a fost eliberat de Antoniu și s-a întors acasă, unde a fost informat cu privire la planul Alexandrei de către mama și sora lui, Salomeea. Salomeea a acuzat-o, de asemenea, pe Mariamna că a comis adulter cu Iosif, o acuzație pe care Irod a respins-o inițial după ce a discutat cu soția lui. După ce Irod a iertat-o, Mariamna l-a întrebat despre ordinul prin care Iosif trebuia să o omoare dacă regele ar fi fost ucis și Irod a devenit convins atunci de infidelitatea ei, spunând că Iosif i-ar fi mărturisit aceasta ca urmare a faptului că cei doi deveniseră apropiați. El a poruncit executarea lui Iosif și întemnițarea Alexandrei, dar nu și-a pedepsit soția.
Din cauza acestui conflict între Mariamna și Salomeea, atunci când Irod l-a vizitat pe Augustus în insula Rodos, el a separat cele două femei. El și-a lăsat sora și fiii la Masada, în timp ce și-a mutat soția și soacra în Alexandrium. Din nou, Irod a lăsat instrucțiuni care să fie puse în aplicare în cazul că va muri: conducerea regatului urma să revină Salomeei și fiilor lui, iar Mariamna și mama ei urmau să fie ucise. Mariamna și Alexandra au fost lăsate în grija unui alt bărbat pe nume Sohemus și după ce i-a câștigat încrederea soția a aflat din nou instrucțiunile lăsate de Irod în cazul că i se va întâmpla ceva rău. Mariamna a devenit convinsă că Irod nu o iubește cu adevărat și s-a supărat că el nu ar fi lăsat-o să-i supraviețuiască. Când Irod s-a întors acasă, Mariamna l-a tratat cu răceală și nu și-a ascuns ura pentru el. Salomeea și mama ei au profitat de această oportunitate, oferindu-i informații false lui Irod pentru a-i alimenta suspiciunile. Irod a continuat să o favorizeze, dar Mariamna a refuzat să întrețină relații sexuale cu el și l-a acuzat de uciderea bunicului ei, Hircan al II-lea, și al fratelui ei. Salomeea a insinuat că Mariamna plănuia să-l otrăvească pe Irod, iar regele l-a torturat pe eunucul favorit al Mariamnei pentru a afla mai multe. Eunucul nu știa nimic despre un complot pentru otrăvirea regelui, dar a mărturisit singurul lucru pe care îl știa: Mariamna era supărată pe rege din cauza poruncii date lui Sohemus. Revoltat, Irod a poruncit executarea imediată a lui Sohemus, dar a cerut judecarea Mariamnei pentru plănuirea unui complot. Pentru a câștiga favoarea lui Irod, mama Mariamnei a sugerat că Mariamna plănuia să comită lezmajestate. Mariamna a fost în cele din urmă condamnată și executată în anul 29 î.Hr. Irod a ținut doliu după ea timp de mai multe luni.

### Copii
- fiul Alexandru, executat în 7 î.Hr.
- fiul Aristobul al IV-lea, executat în 7 î.Hr.
- fiica Salampsio
- fiica Cypros

## Referințe talmudice

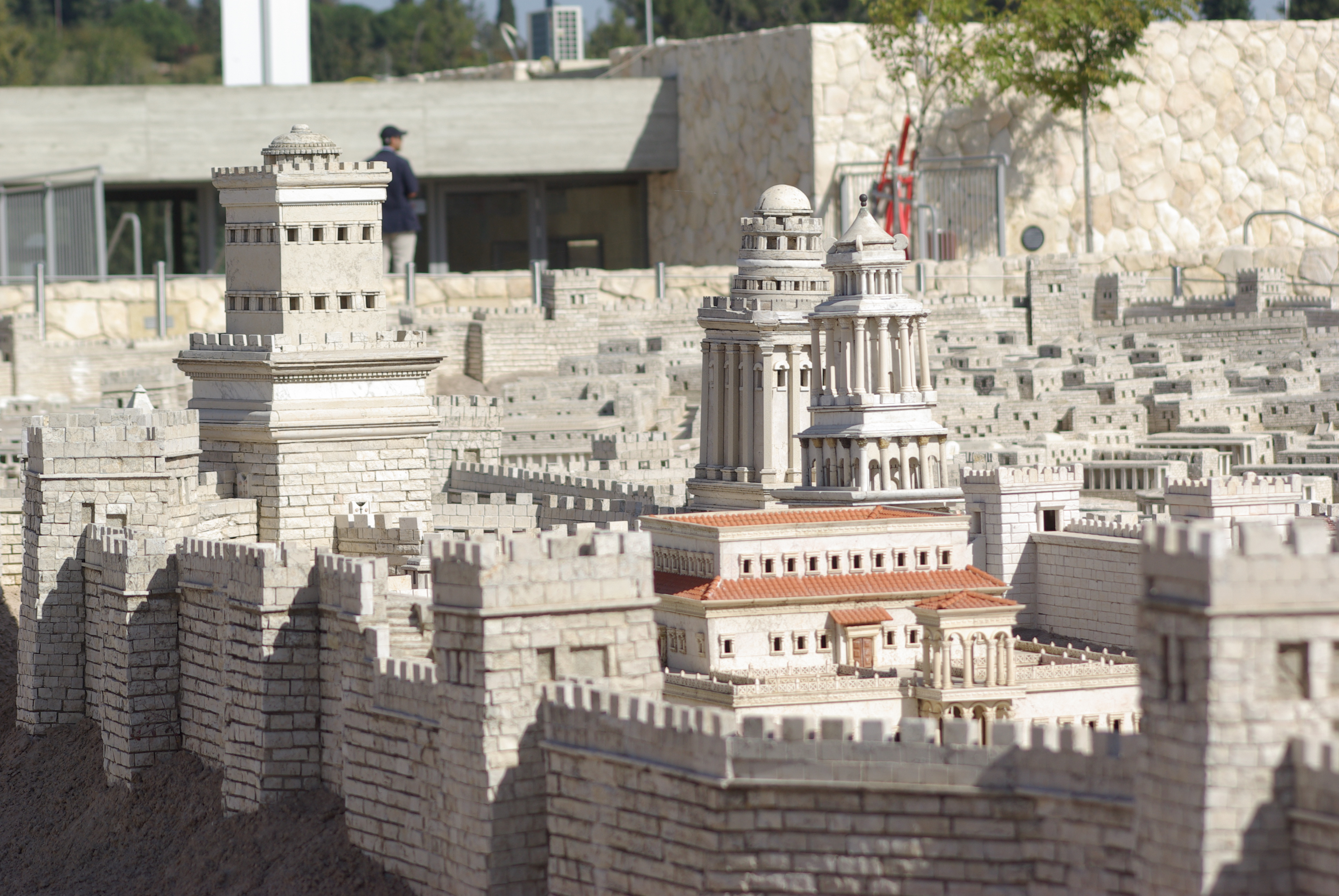
Machetă a palatului lui Irod cel Mare din Ierusalim, cu cele trei turnuri: Phasael, Hippicus, Mariamna de la stânga la dreapta

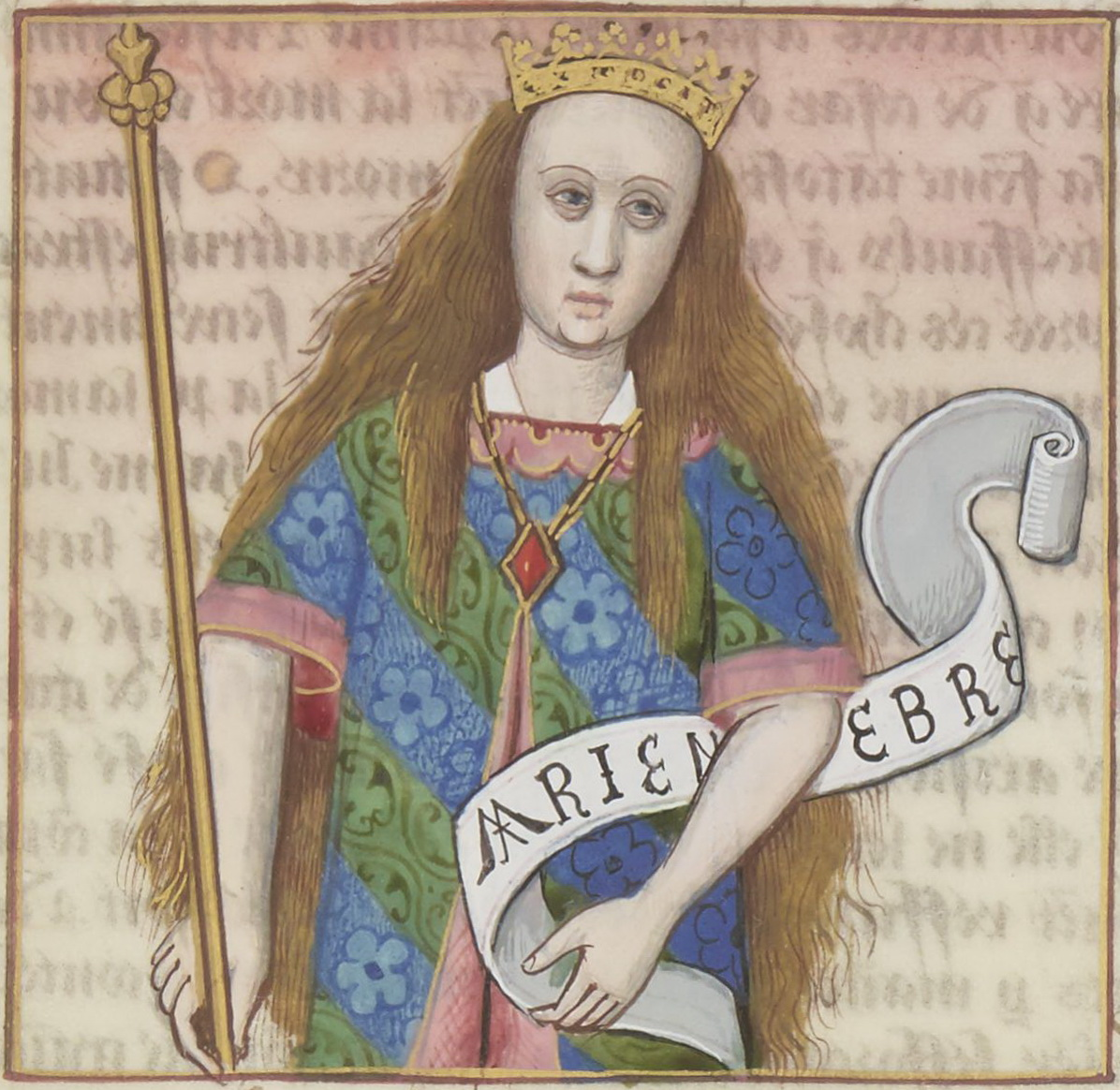
Detaliu de miniatură din colecția De mulieribus claris, de Giovanni Boccaccio